# Islas Kasaoka
Las islas Kasaoka (en japonés: 笠岡諸島 Kasaoka Shotō) son un grupo de pequeñas islas costeras de Japón localizadas en el mar Interior de Seto, administrativamente dependientes de la prefectura de Okayama, parte de la ciudad de Kasaoka.
Se compone de 31 islas pequeñas, de las cuales 7 están habitadas:
- isla Takashima (Okayama) 高島 (岡山県笠岡市)
- isla Shiraishi, (白石島)
- isla Kitagi (北木島), la mayor del grupo;
- isla Ōbi , (大飛島)
- isla Kobi, (小飛島)
- isla Manabe, (真鍋島)
- isla Mushima (Okayama), 六島 (岡山県)

Se puede acceder a ellas por vía marítima, en botes, barcos o ferris.